# When Bobby Broke His Arm
When Bobby Broke His Arm è un cortometraggio muto del 1917 diretto da Charles M. Seay e interpretato da Mabel Ballin.

## Produzione
Il film fu prodotto dalla Vitagraph Company of America.

## Distribuzione
Distribuito dalla Greater Vitagraph (V-L-S-E), film - un cortometraggio in una bobina - fu distribuito nelle sale statunitensi il 4 maggio 1917.